# 5612 Невський
5612 Невський (5612 Nevskij) — астероїд головного поясу, відкритий 3 жовтня 1975 року.
Тіссеранів параметр щодо Юпітера — 3,457.